# Алмаз (зупинний пункт)
Алмаз — зупинний пункт Київського залізничного вузла Південно-Західної залізниці. Розташований у Борщагівській промзоні, поблизу Пшеничної вулиці.
Розміщується між станціями Київ-Волинський та Святошин. Розташований на дублюючій залізничній колії, що сполучає станцію Київ-Волинський з Північним півкільцем в обхід станції Борщагівка. Ця лінія має переважно вантажне значення. З основною ж колією ця лінія з'єднується невеликою сполучною гілкою.
Платформа виникла у 1977 році, після забудови масиву Микільська Борщагівка та облаштування невеликої промзони поруч. Назва — від підприємства відповідного профілю, розташованого неподалік.
Оскільки платформа розташована обабіч основної лінії, вона майже не має пасажирського значення. Нині через платформу за добу прямують лише два електропоїзди в бік станції Святошина і один в бік Фастова.

## Зображення

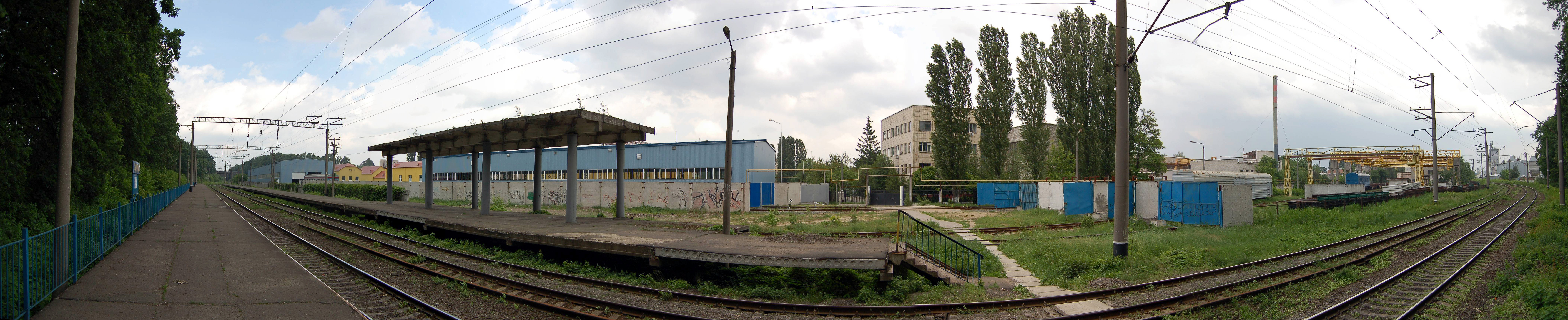
Панорама платформи Алмаз
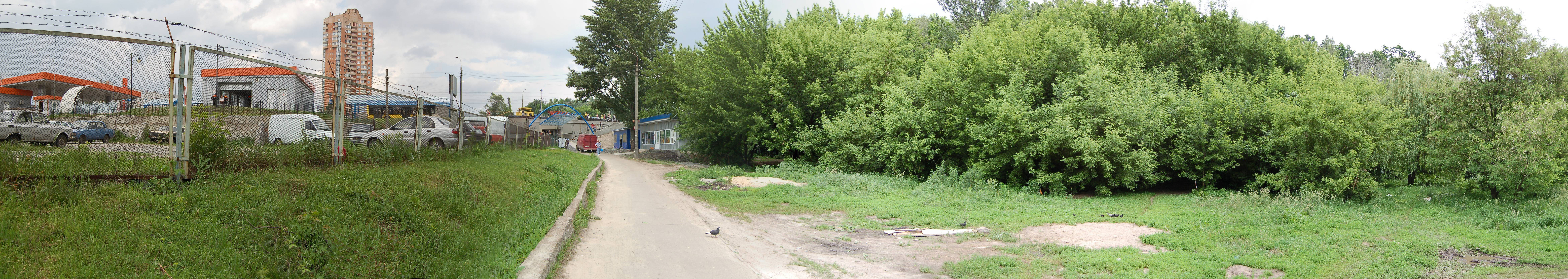
Доріжка від платформи до станції швидкісного трамвая «Сім'ї Сосніних»

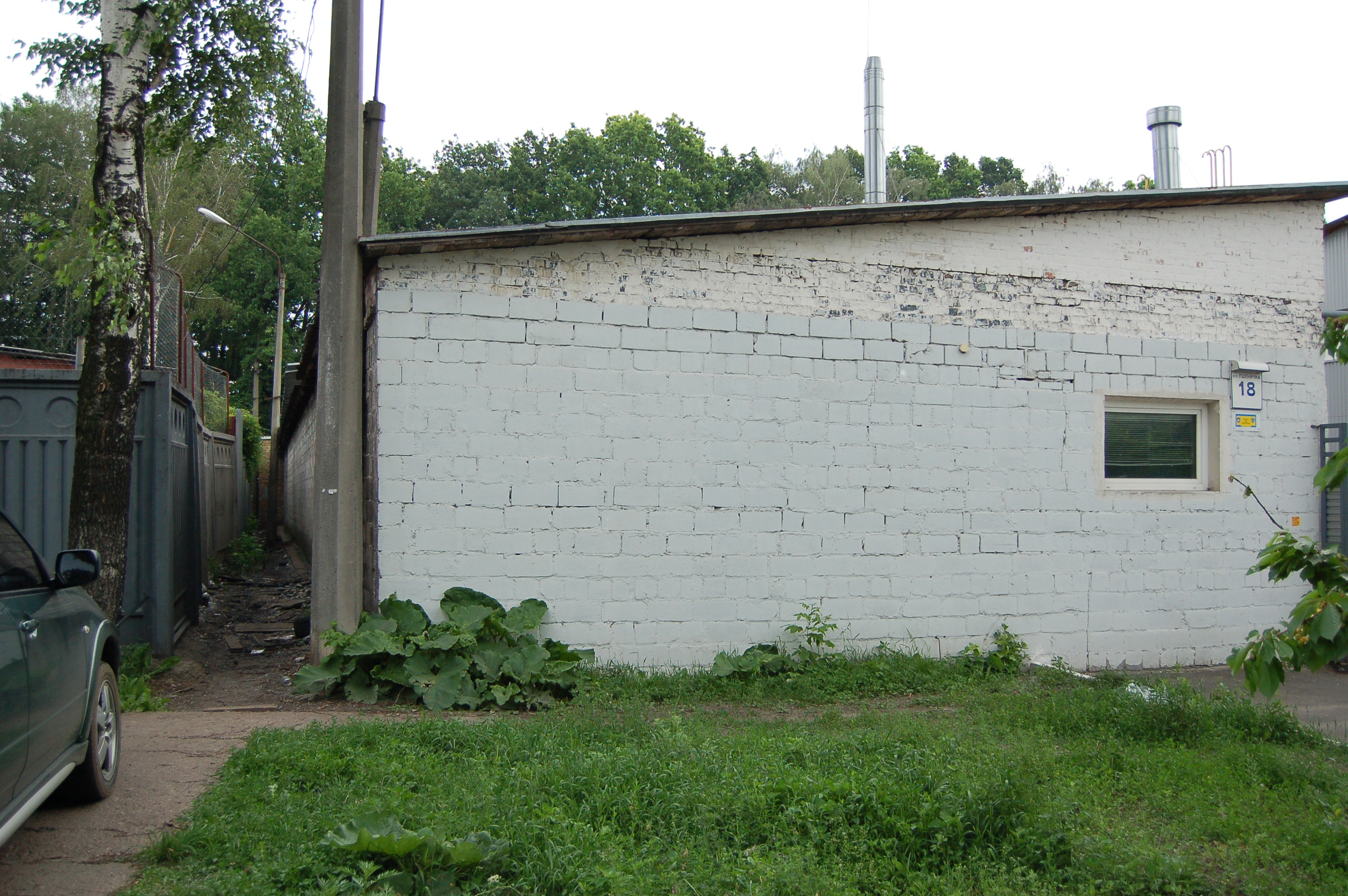
Прохід до платформи з Пшеничної вулиці
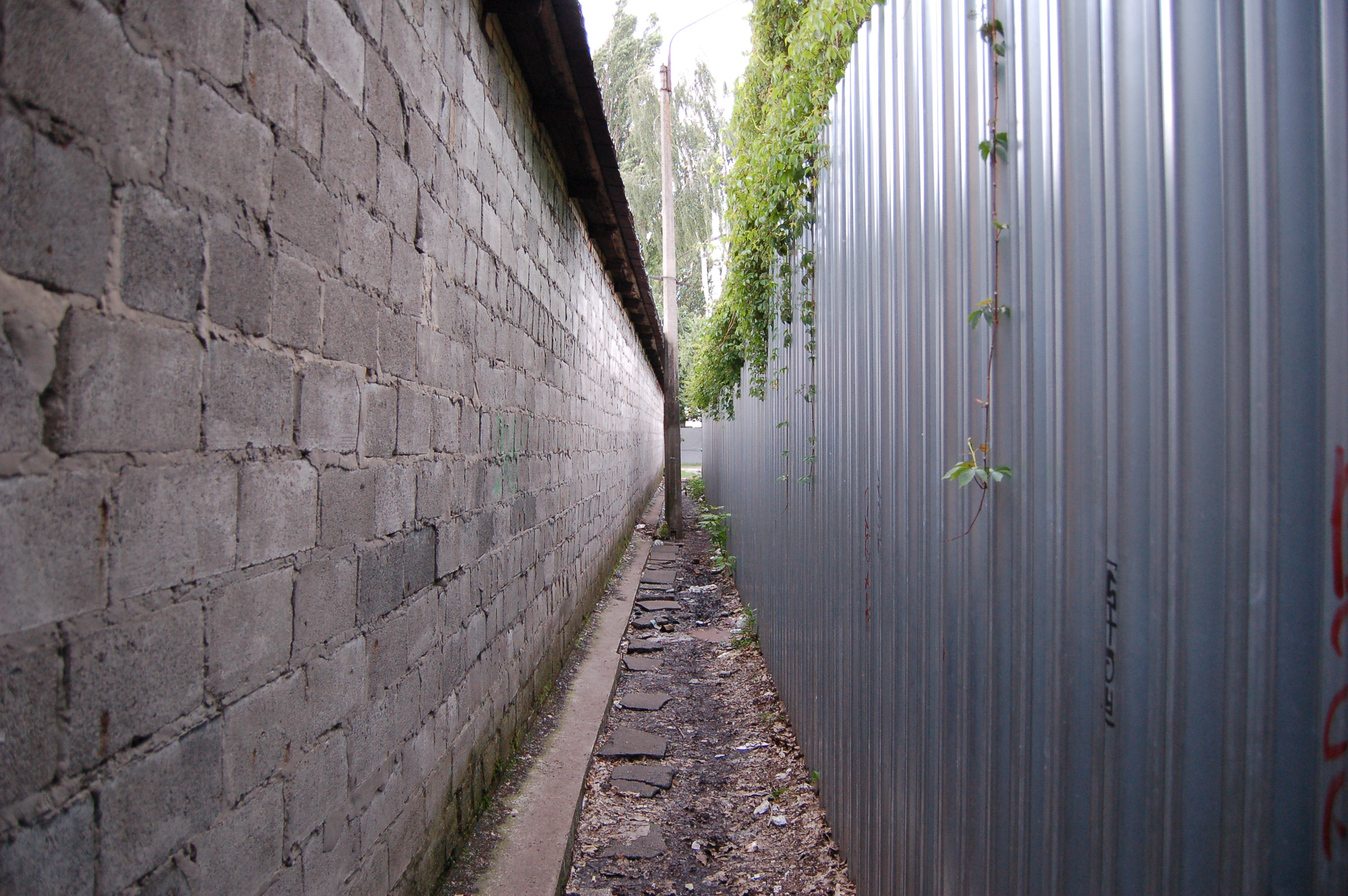
Прохід між платформою і Пшеничною вулицею
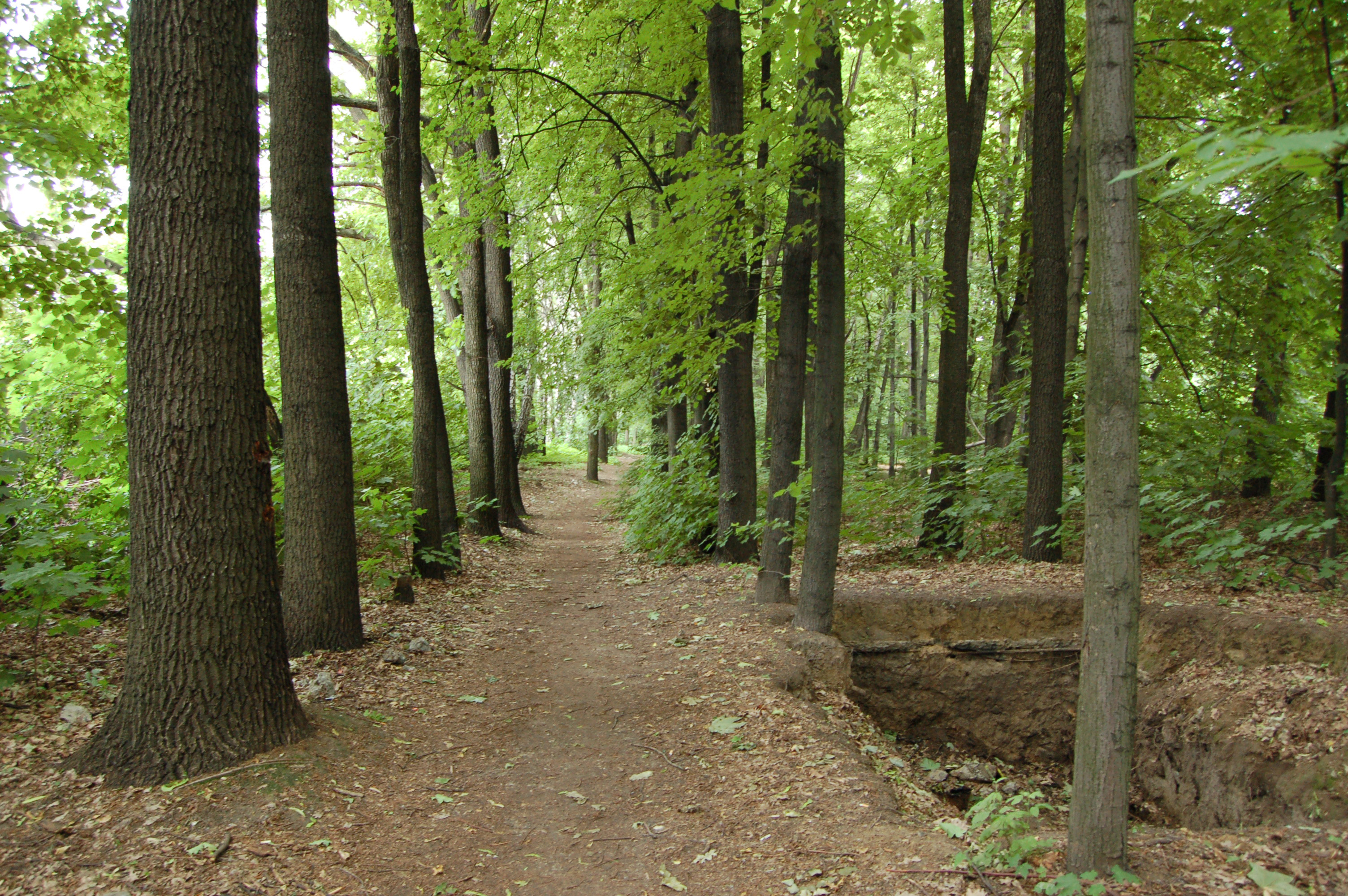
Стежка через лісопарк від платформи до станції швидкісного трамвая «Сім'ї Сосніних»